# Mambo Graphics

„farting dog“ – Logo von Mambo Graphics

Mambo Graphics (oder auch nur Mambo) ist ein 1984 in Australien gegründeter Hersteller von Surfbekleidung. Bekannt wurde das Unternehmen durch seine grell-bunten Hawaiihemden, die oftmals mit politischen und religiösen Inhalten auf eine humoristische Weise umgehen. Das Logo des Unternehmens, der „farting dog“, zu Deutsch furzender Hund, hat über die Marke hinaus einen hohen Bekanntheitsgrad erreicht.
Berühmte Mambo-Designer, sind: Reg Mombassa Josh Petherick, Paul McNeil, Jeff Raglus, Jim Parry, Jody Barton, Robert Moore, Ben Frost und Cathic Glassby.